# Fridrik Vilim IV.
Fridrik Vilim IV. (Berlin, 15. listopada 1795. – Potsdam, 2. siječnja 1861.), pruski kralj iz dinastije Hohenzollern. Najstariji sin kralja Fridrika Vilima III. i Luise von Mecklenburg-Strelitz. Kao kralj Pruske bio je na prijestolju od 4. lipnja 1840. do svoje smrti 2. siječnja 1861. godine. Budući da je ujedno bio i vladar Kneževine Neuchatel (1840. – 1857.), kantona u zapadnoj Švicarskoj, ta se državica u to vrijeme nalazila u personalnoj uniji s Pruskom.

## Životopis
Kada je Fridrik Vilim rođen 1795. godine, njegov otac je još bio prijestolonasljednik Pruske. Dvije godine kasnije, njegov je otac preuzeo prusko prijestolje, nakon smrti Fridrika Vilima II. te mladi Fridrik Vilim koji je tada imao svega dvije godine postaje novi prijestolonasljednik.
Vojno iskustvo stekao je služeći u pruskoj vojsci za vrijeme oslobodilačkog rata protiv Napoleonove vojske 1814. godine, iako nije bio zainteresiran za vojnu službu. Njega je više zanimalo crtanje, arhitektura i urbanizam, te je bio pokrovitelj nekim velikim Njemačkim umjetnicima.
Kada je imao samo dvadeset godina, 1815. godine, pokušao je pridobiti društvene slojeve, predlažući uvođenje Ustava, koji nije zaživio jer mu se protivila velika većina aristokracije.
Godine 1823. Fridrik Vilim oženio se Elizabetom Ludovikom Wittelsbach, kćerkom bavarskog kralja Maksimilijana I., koja će nakon stupanja na prijestolje svoga muža 1840. godine imati veliki utjecaj na prusku politiku. Budući da je Elizabeta Ludovika bila sestra austrijske nadvojvotkinje Sofije, majke cara Franje Josipa I., gorljivo je čuvala i održavala prijateljske odnose između Pruske i Habsburške monarhije.
Fridrik Vilim je bio odan romantizmu i ta će privrženost, koja je posebno u njemačkim državama oslikavala nostalgiju za starim vremenima biti uvelike odgovorna za razvitak konzervatizma u njegovim ranim godinama. Podjednako se protivio liberalizmu kao i militarizaciji Njemačke, prepuštajući Austriji da vodi glavnu riječ među njemačkim državama. Tijekom svoje vladavine, ublažio je reakcionarnu politiku svojeg oca, smanjujući cenzuru i obećavajući donošenje ustava u nekom trenutku, ali je odbio uspostaviti zakonodavnu skupštinu, preferirajući rad s plemstvom kroz "ujedinjena vijeća/odbore" pokrajinskih staleža. Godine 1847. napokon saziva zakonodavnu skupštinu, ali ona nije predstavljala reprezentativno tijelo, već je to bilo tijelo u kojem su bili predstavnici svih staleža. Skupština nije imala nikakve značajne ovlasti i vrlo rijetko se sastajala.
U ožujku 1848. godine izbija revolucija i kralj odgovara izvođenjem vojske na ulice. Ubrzo povlači vojsku i 19. ožujka staje sam na čelo pokreta. Obvezuje se raditi na ujedinjenju Njemačke, imenovati liberalnu vladu, sazvati zakonodavnu skupštinu, te odrediti da se napiše ustav Kraljevine Pruske. Iako je ponovno učvrstio svoj položaj, kralj je naredio da vojska okupira Berlin i u prosincu iste godine raspustio skupštinu. Međutim, i dalje je radio na ujedinjenju, a kada mu je 3. ožujka 1849. godine, frankfurtski parlament ponudio njemačku krunu, odbio je, želeći ujedinjenje njemačkih država bez Austrije.
Ne želeći se vratiti birokratskoj vladavini kakva je bila nakon raspuštanja zakonodavne skupštine, Fridrik Vilim proklamira novi ustav s dvodomnim parlamentom, aristokratskim Gornjim domom i izbornim Donjim domom. U Donji dom su birali svi koji su plaćali porez, ali pravo glasa je ovisilo o iznosu plaćenog poreza, pa stoga mnogi nisu mogli ostvariti to pravo. Ustav je dao kralju pravo imenovanja svih ministara, ponovnog uspostavljanja konzervativnih okružnih tijela i pokrajinskih skupština, kao i da će uprava i vojska biti čvrsto u kraljevim rukama. To je bio puno liberalniji sistem nego što je Pruska imala prije 1848. godine, ali je to bio još uvijek konzervativan sustav u kojem monarh, aristokracija i vojska imaju najveću vlast.
Godine 1857. Kralj je pretrpio moždani udar zbog kojeg je ostao paraliziran i mentalno nesposoban. Kao regent ovlasti je preuzeo njegov brat Vilim, jer kralj i kraljica nisu imali djece. Kraljica se gotovo četiri godine brinula o njemu, a kada je umro 1861. godine, nasljedio ga je brat Vilim I. Kralj Fridrik Vilim IV. i kraljica Elizabeta Ludovika sahranjeni su u crkvi Friedenskirche u Potsdamu.